# Guipry

Guipry este o comună în departamentul Ille-et-Vilaine, Franța. În 1 ianuarie 2018 avea o populație de 3.830 de locuitori.